# Gösta Hellner
Gösta Hellner (* 26. Dezember 1937 in Münster, Westfalen; † 27. Dezember 2023 in Athen) war ein deutscher wissenschaftlicher Fotograf und bildender Künstler.

## Leben und Wirken
Als Sohn des Chirurgen Hans Hellner (1900–1976) erlernte er in seiner Jugend Malerei bei Fritz Winter (1905–1976) und absolvierte ein Praktikum bei Heinrich Heidersberger (1906–2006) in Braunschweig. 1958 begann er an der Bayerischen Staatslehranstalt für Photographie eine Photographenlehre. Im Rahmen der Lehrausbildung absolvierte er ein Praktikum beim Bertelsmann-Verlag in Gütersloh, wo er sich vor allem in der Werbefotografie und Luftbildfotografie betätigte, und kehrte nach München zurück mit dem Ziel, die Meisterprüfung zu absolvieren.
Nach der Meisterprüfung übersiedelte er 1962 nach Griechenland. Dort übernahm er, als Nachfolger von Eva-Maria Czakó, am Deutschen Archäologischen Institut für etwa 22 Jahre die Fotografenstelle und widmete sich somit der archäologischen Fotografie, mit Spezialisierung im Bereich der antiken Plastik. In Zusammenarbeit mit bekannten Archäologen seiner Zeit (wie Emil Kunze, Semni Karouzou, Lila Maragkou u. a.) lichtete er beispielsweise die Koren des Erechteion von Athen bei Nacht (1973), den Tunnel des Eupalinos auf Samos (1974) und anderes ab. In Zusammenarbeit mit Franz Willemsen wurden die attischen Scherben des sogenannten Scherbengerichts, auf altgriechisch „Ostrakismos“ genannt, fotografisch inszeniert (1963). Die Fotografien sind zum größten Teil digitalisiert und über die archäologische Objektdatenbank Arachne abrufbar. Ab 1984 widmete sich Gösta Hellner ausschließlich der Bildenden Kunst.
2008 wurde Gösta Hellner in der Ausstellung „The creative photograph in Archaeology“ des Benaki-Museums Athen, in seiner speziellen Sehweise antike Plastik zu fotografieren, gewürdigt. Seine Fotografien wurden unter anderem für das „Caryatid Hairstyling Project“ der Universität von Fairfield verwendet.
Mit seiner ersten Frau Marianne hatte er zwei Kinder. Ihr Sohn ist der Bauforscher Nils Hellner (* 1965). Die Tochter Sandra Helena Hellner kam am 4. August 1967 zur Welt. In zweiter Ehe war er mit der griechischen Dichterin Anna Petropoulou verheiratet.

## Veröffentlichungen (Auswahl)
- Archäologische Aufnahmen in der Fotothek des Deutschen Archäologischen Instituts, Athen.
- mit Frank Brommer, Eva-Maria Czakó: Die Metopen des Parthenon. Katalog und Untersuchungen. Verlag Philipp von Zabern, Mainz 1967.
- mit Wolf-Dieter Heilmeyer: Frühe olympische Tonfiguren. (= Olympische Forschungen. Band 7). de Gruyter, Berlin 1972, ISBN 3-11-003962-1.
- mit Wolf-Dieter Heilmeyer: Frühe olympische Bronzefiguren: Die Tiervotive. (= Olympische Forschungen. Band 12). 1979, ISBN 3-11-007208-4.
- mit José Dӧrig: La frise Est de l’Héphaisteion. Verlag Philipp von Zabern, Mainz 1985, ISBN 3-8053-0797-7.
- mit Ρeter Cornelis Βοl: Die Skulpturen des Schiffsfundes von Antikythera (= Mitteilungen des Deutschen Archäologischen Instituts, Athenische Abteilung, Beiheft. Band 2). Mann, Berlin 1972, ISBN 3-7861-2191-5.
- mit Ρeter Cornelis Βοl: Goßplastik aus Bronze in Olympia (= Olympische Forschungen. Band 9). de Gruyter, Berlin 1978, ISBN 3-11-006701-3.
- mit W. H. Schuchhardt: Relief mit Pferd und Negerknaben im Nationalmuseum in Athen N.M. 4464. In: Antike Plastik. Band 17, 1978.
- mit Hanna Philipp: Bronzeschmuck aus Olympia (= Olympische Forschungen. Band 13). Berlin 1981, ISBN 3-11-007191-6.
- mit Ilse Kleemann: Frühe Bewegung: Untersuchungen zur archaischen Form bis zum Aufkommen der Ponderation in der griechischen Kunst. Verlag Philipp von Zabern, Mainz 1984, ISBN 3-8053-0511-7.
- mit Marion Meyer: Die griechischen Urkundenreliefs (= Mitteilungen des Deutschen Archäologischen Instituts, Athenische Abteilung. Beiheft 13). Mann, Berlin 1989, ISBN 3-7861-1319-X.
- Το πρώτο μου ταξίδι στην Ελλάδα, 1962–1965. Τοπία, αρχαιολογικοί χώροι και σκηνοθετημένα γλυπτά. Ausstellungskatalog der Kaireios-Bibliothek von Andros, Andros 2012, ISBN 978-960-7709-34-9.
- Fani Konstantinou: The turn to the seascape in the post-war years. The Aegean as re-enactment and feeling. In: Greek Seas. Ausstellungskatalog Benaki-Museum Athen. 2013, ISBN 978-960-204-328-8, S. 182–257.
- mit Helmut Kyrieleis: Hellenistische  Herrscherporträts auf Siegelabdrücken aus Paphos (Paphos IV B). (= Archäologische Forschungen. Band 34). Wiesbaden 2015, ISBN 978-3-95490-077-0.
- ΟΙ ΚΟΥΚΛΕΣ ΤΗΣ ΑΝΔΡΟΥ – DIE PUPPEN VON ANDROS. Verlag Gutenberg, Athen 2021, ISBN 978-960-01-2315-9.
- Myrtia Hellner: Ιστορία της αρχαιολογικής φωτογραφίας στην Ελλάδα, OTAN, Athen 2023, ISBN 978-618-5563-28-8. (ekdoseisotan.gr)